# 奧姆夫根特鎮區 (伊利諾伊州麥迪遜縣)
奧姆夫根特鎮區（英語：Omphghent Township）是位於美國伊利諾伊州麥迪遜縣的一個行政鎮區。

## 地方資料
根據2010年美國人口普查的數據，奧姆夫根特鎮區的面積為88.00平方千米，當中陸地面積為86.90平方千米，而水域面積為1.10平方千米。當地共有人口2348人，而人口密度為每平方千米26.68人。